# Axel Domont
Axel Domont (Valence, 1990. augusztus 6. –) francia profi kerékpáros. 2020-ban visszavonult a versenyzéstől.

## Eredményei
2008
1., összetettben - Tour du Valromey - Juniorok
1., 2. szakasz
2011
2. - Piccolo Giro di Lombardia
3., összetettben - Giro del Friuli
8., összetettben - Ronde de l'Isard - U23
8., összetettben - Tour des Pays de Savoie
9. - Országútikerékpár-Európa-bajnokság - U23-as férfi mezőnyverseny
2012
5., összetettben - Toscana-Coppa delle Nazioni
1., 5. szakasz
7., összetettben - Ronde de l'Isard - U23